# Martin Holt
Martin Drummond Vesey Holt (ur. 13 stycznia 1881 w Londynie, zm. 2 listopada 1956 w Bognor Regis) – brytyjski szermierz, dwukrotny medalista olimpijski.
Uczęszczał do Eton i Trinity College.
Na igrzyskach olimpijskich w Londynie w 1908 roku razem z Edgarem Amphlettem, Leafem Daniellem, Cecilem Haigiem, Edgarem Seligmanem i Robertem Montgomerie był drugi w szpadzie drużynowej. W turnieju indywidualnym był ósmy. Kolejny medal zdobył na igrzyskach olimpijskich w Sztokholmie w 1912 roku, gdzie Brytyjczycy w składzie: Edgar Seligman, Robert Montgomerie, Percival Davson, Arthur Everitt, Sydney Martineau i Martin Holt zajęli drugie miejsce w szpadzie drużynowej. W szpadzie indywidualnej ponownie zajął ósme miejsce. Podczas igrzysk olimpijskich w Antwerpii w 1920 roku zajął siódme miejsce w szpadzie drużynowej, a indywidualnie nie awansował do drugiej rundy. Następnie wystąpił na igrzyskach olimpijskich w Paryżu w 1924 roku, gdzie indywidualnie i drużynowo dotarł do ćwierćfinałów. Brał też udział w igrzyskach olimpijskich w Amsterdamie w 1928 roku, gdzie indywidualnie ponownie awansował do ćwierćfinałów, a drużynowo Brytyjczycy odpadli w pierwszej rundzie.
Nie zdobył medalu mistrzostw świata. 
W latach 1920 i 1923 był mistrzem kraju w szpadzie.
Z zawodu był dyrektorem banku Glyn, Mills & Co., który później stał się częścią Royal Bank of Scotland.